# Jorge Ortiz (Fußballspieler, 2004)
Jorge Eduardo Ortiz Torres (* 23. Januar 2004 in Hijuelas) ist ein chilenischer Fußballspieler. Der Mittelfeldspieler spielt derzeit bei Universidad Católica.

## Karriere
Jorge Ortiz spielte in der Jugend bei San Luis und kam im Alter von 16 Jahren zu Universidad Católica. 2021 überlegte der offensive Mittelfeldspieler wegen Depressionen mit dem Fußballspielen aufzuhören. Ortiz spielt weiter und unterschrieb im Januar 2023 seinen ersten Profivertrag bei den Cruzados.